# 昔兰尼
昔兰尼（阿拉伯文：‎），《圣经和合本》中译作古利奈，是位于现利比亚境内的古希腊城市，为该地区五个希腊城市中之最古老和最重要的，利比亚东部因它而命名为昔兰尼加（Κυρηναϊκή，‎）。它位于绿山高地（‎）上的一个繁茂的山谷中。它的名字来源于一口泉“基莱”（Κύρη），希腊人将其献给阿波罗。昔兰尼于公元前630年由锡拉岛的殖民者建立，希罗多德的《历史》第四卷中详述了建城的经过。

## 歷史

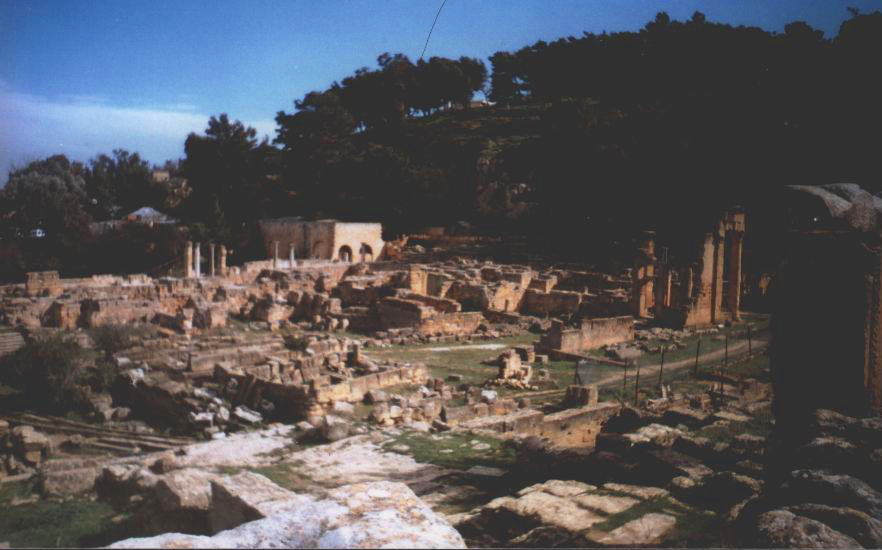
昔蘭尼遺址

### 希臘人時期

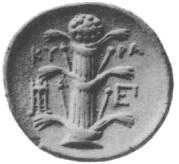
昔蘭尼的錢幣

昔蘭尼是在公元前630年由錫拉島而來的殖民者所興建的，她很快就成為了古利比亞重要的城市之一，經濟蓬勃發展。公元前460年起，她成為了共和國。在公元前413年伯羅奔尼撒戰爭中，昔蘭尼曾供應兩艘三列槳座戰船和引水人予斯巴達軍隊。亞歷山大大帝死後（公元前323年），昔蘭尼王國隸屬於托勒密王朝。
公元前96年，托勒密·阿皮翁把昔蘭尼加遺贈予羅馬共和國，前37年，马克·安东尼将其交还托勒密王國。前34年，克娄巴特拉七世以及安东尼的女儿克娄巴特拉·塞勒涅二世成为昔兰尼女王。公元前74年，昔蘭尼加整個地區被納入羅馬行省來統治。

### 羅馬時期
盧基烏斯·科爾內利烏斯·蘇拉統治期間（約公元前85年），昔蘭尼的居民被分為四個階級：城市公民、農民、外國僑民和少量的猶太人。在托勒密王朝統治時期，昔蘭尼的猶太人與希臘人享有平等的權利。然而到了希臘人自治時期，他們逐漸被自治政府和更多的希臘人口所壓迫。這最終導致猶太人在維斯帕先時期（公元73年，猶太戰爭期間）和哈德良時期爆發起義。兩次起義均被鎮壓下去。

### 衰落
昔蘭尼在其早期歷史的主要出口貨物為羅盤草（Silphium），用作引導流產（在醫學界稱為墮胎藥），對昔蘭尼的經濟十分重要。昔蘭尼的錢幣上大多印有此種植物。由於這種植物的需求很大，因此日後這種植物被收割至滅絕。此外，來自迦太基和亞歷山大的商業競爭亦減少了城市的貿易額。儘管如此，昔蘭尼直至262年一場大地震發生為止，都作為重要的城市中心。是次地震亦摧毀了以弗所的塞爾蘇斯圖書館。災難後，克勞狄二世重建了昔蘭尼，並命名為克勞狄波利斯。可是，城市的重建粗劣和不穩定。自然災難和嚴重的經濟衰退都使昔蘭尼步向衰亡，公元365年的另一場大地震更摧毀了昔蘭尼重建的希望。阿米阿努斯·馬爾切利努斯在4世紀形容她為一個荒蕪的城市。
最終，昔蘭尼於643年被阿拉伯人佔領，結束了其作為北非地中海城市國家的歷史。

## 學術與宗教
昔蘭尼為埃拉托斯特尼的誕生地。蘇格拉底的學生昔蘭尼的阿瑞斯提普斯更在昔蘭尼建立了哲學院。古希臘著名詩人卡利馬科斯也是昔蘭尼的公民之一。
次經馬加比二書和新約聖經中都曾提及昔蘭尼。如馬太福音、馬可福音、路加福音都提及的：在耶穌前往受刑途中，被羅馬士兵強迫替耶穌背十字架的古利奈人西門。

## 昔蘭尼的國王

### 希臘化時代
- 公元前276-250年 馬加斯 (昔蘭尼)
- 公元前250-249年 德米特里 (美男子)
- 公元前163-116年 托勒密八世
- 公元前116-96年 托勒密·阿皮翁